# Тельве-ди-Сопра
Тельве-ди-Сопра (итал. Telve di Sopra) — коммуна в Италии, располагается в провинции Тренто области Трентино-Альто-Адидже.
Население составляет 680 человек (2008 г.), плотность населения составляет 37 чел./км². Занимает площадь 17 км². Почтовый индекс — 38050. Телефонный код — 0461.
Покровителем коммуны почитается святой Иоанн Креститель, празднование 27 декабря.

## Демография
Динамика населения:

## Администрация коммуны
- Официальный сайт: